# Émile Akar
Émile Akar (1876 - 1940)  fue un industrial francés, cofundador con Joseph Lamy de la marca automovilística Amilcar.

## Semblanza
Hijo de un pequeño industrial de la confección, Emile Akar tiene tres hermanos que se ganarían la vida como negociantes.  Antes de la Primera Guerra Mundial, Emile Akar era dueño de una compañía de carruajes tirados por caballos en París.  Tras la declaración de guerra, todos sus caballos fueron requisados. 
Durante la guerra, organizó la remodelación de la indumentaria militar, con tal éxito, que en 1935 el director de la Intendencia lo consultará de nuevo. 
Antiguo alumno de la Escuela de Altos Estudios Comerciales, pasó a formar parte del  negocio de su suegro, Albert Cahen, quien después de haber vendido paquetes de café con un carrito por las calles de París, se había convertido en el propietario de una empresa floreciente, que poseía una fábrica de café torrefacto y una red de tiendas por toda Francia de la marca «Planteur de Caïffa».
Émile Akar no solo estaba interesado en los cafés de su suegro, sino que también poseía una participación financiera en la compañía "Le Zèbre", de la que se retiró para fundar Amilcar, donde ostentó el cargo de gerente general. Si Joseph Lamy estaba parcialmente detrás del proyecto y trajo el núcleo técnico (Edmond Moyet, André Morel...), Akar aportó el soporte financiero del negocio. 
Mientras supervisaba Amilcar, compañía en la que estaba muy interesado (es él quien contrató a Marcel Sée), se ocupó de muchos otros negocios, siendo director de varias compañías. 
Akar amaba el lujo y la vida de la alta sociedad. Amigo íntimo de André Citroën y de otras notables personalidades, fue un apasionado de la caza y compró una propiedad en Sologne. 
En los primeros tiempos de Amilcar, vivía en una pequeña mansión en la calle Berlioz de París, pero tras conseguir los primeros éxitos, se mudó a una hermosa casa cerca del Grand Palais. Amante de los coches de lujo, junto a su inevitable Amilcar, adquirió sucesivamente un Voisin, un Chrysler y un Hispano Suiza. Su chófer personal había sido trabajador de la fábrica. 
Cuando fue expulsado de Amilcar en 1927, Emile Akar tuvo que vender una gran parte de sus propiedades para compensar a sus acreedores. Regresó a su antiguo negocio y confirmó su espíritu emprendedor al crear otros nuevos.
Falleció en Marsella en 1940.